# Salaire de réserve
Le salaire de réserve, ou salaire de réservation (notion introduite par C. Pissarides) est, selon des économistes néo-classiques, le salaire en dessous duquel un chômeur n'accepte pas la demande de travail (ou offre d'emploi) correspondante. Il peut être défini comme "le salaire pour lequel il serait indifférent aux travailleurs de continuer de chercher un emploi mieux payé ou d'accepter l'emploi qui leur est proposé"
Le niveau du salaire de réserve dépend notamment du montant des revenus d'inactivité que touche éventuellement un chômeur, ainsi que des conditions de travail.
Par exemple, les anciens allocataires du RMI qui trouvaient un emploi acceptaient des salaires beaucoup plus faibles que les autres chômeurs.